# Commission King-Crane
La commission King-Crane, officiellement dénommée commission inter-alliées sur les mandats en Turquie, est une commission d'enquête nommée par le président américain Woodrow Wilson afin d'enquêter sur le devenir des territoires non turcs de l'ancien empire Ottoman. Menée par deux personnalités américaines, elle a enquêté du 29 mai au 27 juillet 1919. Ses dispositions ont été enterrées.
Cette expédition découle de la conférence de la Paix de Paris de 1919 qui doit négocier les traités de paix entre vainqueurs (Triple-Entente notamment) et les vaincus (Triplice). L'Empire Ottoman ayant été défait lors de la Grande Guerre, il faut désormais s'attacher à statuer sur le futur de ces terres et surtout des populations qui les habitent.
L'expédition, uniquement composée d'Américains se place dans la lignée de la déclaration des 14 points de Wilson du 8 janvier 1918, cherchant ainsi à consulter les populations locales et leurs desiderata d'avenir.
Or, dès le départ, cette commission dite « Inter-Alliés sur les mandats en Turquie » est biaisée et tend à favoriser la puissance américaine en préconisant les États-Unis comme puissance mandataire dans la plupart des régions. En plus de cela, il apparaît des tensions entre les différents commissionnaires qui ne parviennent pas à se mettre d'accord sur les recommandations à faire.
Au retour de la commission, le rapport est rangé au fond d'un tiroir du fait que la France et la Grande-Bretagne s'étaient dès 1917 partagés le Moyen-Orient, par les accords Sykes-Picot. Le rapport ne fut publié qu'en 1922 par le magazine Editor and Publisher soit bien après le partage du Moyen-Orient au traité de Sèvres en 1920. La commission reste relativement oubliée.

## Les origines de la Commission

### Gérer la chute de l'Empire ottoman
Lorsque éclate la guerre mondiale en 1914, l'Empire ottoman à l'agonie se range aux côtés de la Triplice (Empire allemand, Autriche-Hongrie et Italie) pour faire face à la Triple-Entente composée la France, la Grande-Bretagne et la Empire russe. Possédant un territoire fort étendu géographiquement, l'Empire ottoman cède néanmoins peu à peu sous la pression des contraintes militaires et par extension économiques liés à la guerre et en même temps face aux oppositions internes de plus en plus fortes telle que la Révolte arabe de 1916-1918. Hormis les territoires pris militairement par les Britanniques durant la guerre, les anciens territoires ottomans du Moyen-Orient sont désormais aux mains de la Société des Nations qui doit décider de leurs sorts. Les Britanniques sont fortement intéressés par la Mésopotamie, regorgeant de pétrole ainsi que par la Palestine, ce qui assurait un meilleur contrôle stratégique du canal de Suez (l’Égypte étant alors aux mains des Britanniques) et donc de la route de l'Inde britannique. Les Français quant à eux, convoitent la Syrie où leur présence est ancienne. Ainsi débute la Conférence de paix de Paris (1919) afin d'aboutir à des traités de paix et de décider du sort des vaincus de la guerre mondiale.

### La conférence de paix de Paris (1919)

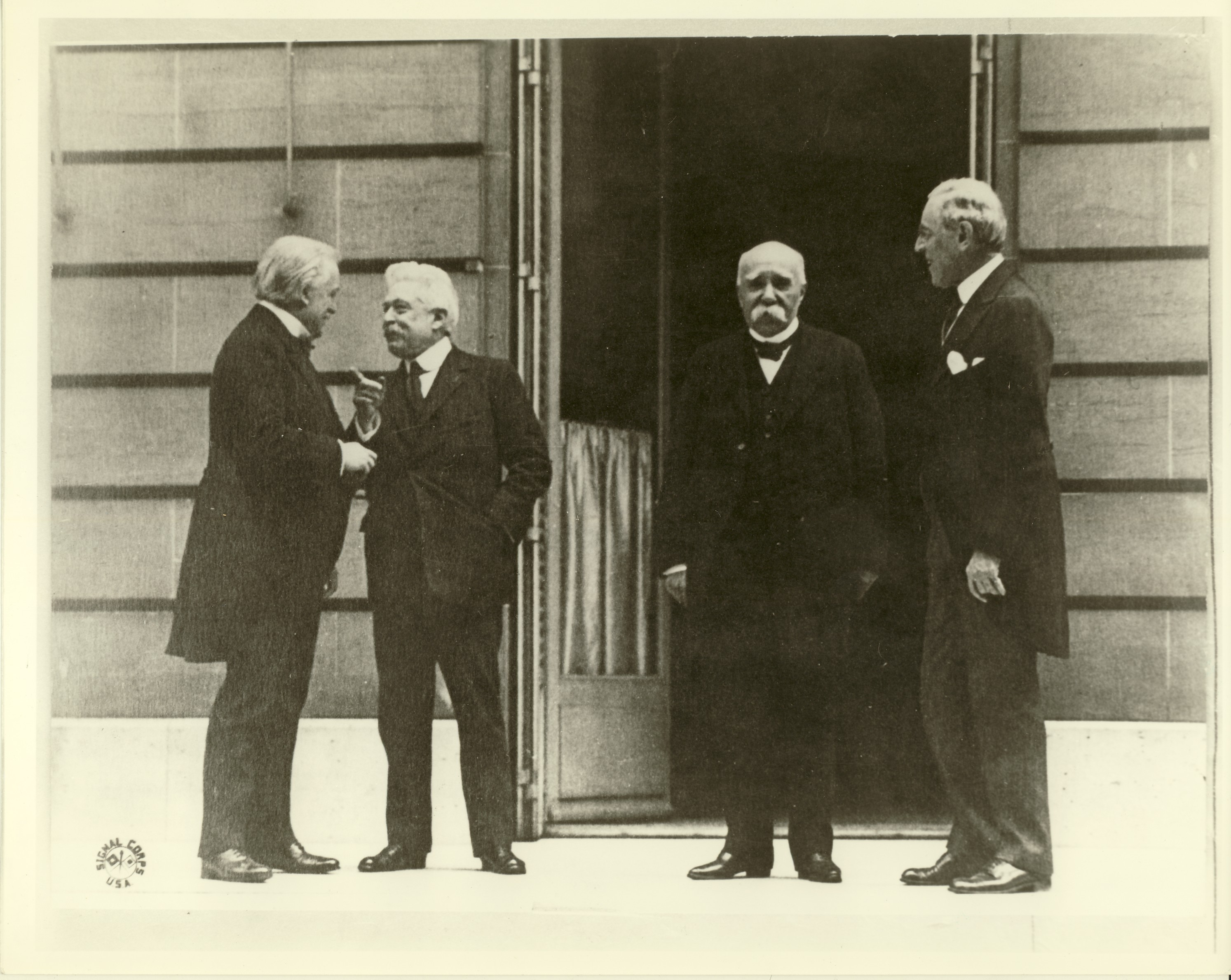
Le conseil des Quatre à la conférence de paix (1919): Lloyd George, Vittorio Orlando, Georges Clemenceau, et Woodrow Wilson.

À la fin d’une guerre destructrice, les vainqueurs se sont réunis à Paris pour décider des termes de la paix lors des six premiers mois de l'année 1919 (18 janvier-août 1919). La conférence fut menée par le Conseil des Quatre, constitué des principaux vainqueurs de la guerre (France, Grande-Bretagne, Italie et États-Unis). La conférence est à l'origine de la décision d'envoyer une commission au Moyen-Orient pour connaitre les avis des populations locales sur le futur de leurs régions.
Le destin des terres ottomanes, bien qu’il ne constituait pas la priorité de la conférence internationale, restait un point prééminent à régler. Les vainqueurs ont alors décidé que l’Empire ottoman devait être démantelé. Les groupes variés composant la population des terres ottomanes se firent entendre. Ainsi, des délégations d’Arméniens, de Kurdes, de sionistes et d'Arabes étaient présentes lors de la conférence mais leurs voix n'eurent aucun écho, les Britanniques et les Français ayant déjà décidé ensemble du partage des territoires ottomans. En effet, en 1916, les deux camps se sont entendus sur le découpage du territoire ottoman lors des fameux accords Sykes-Picot.

Quand les négociations commencèrent à la conférence de la paix le 18 juillet 1919, le principal souci des puissances victorieuses était l'Empire allemand. L’Empire ottoman n’était qu’un souci secondaire et n’a été mentionné qu’en passant au Conseil Suprême, quand ce dernier débattait des détails de la Société des Nations. Pourtant, les populations des territoires ottomans attendaient avec anxiété les conclusions de la conférence de la paix à leur égard. Elles espéraient obtenir des souverainetés sur les territoires qu'elles considéraient comme les leurs. Cette idée fait suite au discours des Quatorze points de Wilson prononcé un an auparavant par le président des États-Unis dans lequel il laisse entendre un droit des peuples à disposer d'eux-mêmes:
"mais aux autres nations qui sont maintenant sous la domination turque on devrait garantir une sécurité absolue de vie et la pleine possibilité de se développer d'une façon autonome". (12e point du discours de Wilson)
Georges Clemenceau et David Lloyd George, respectivement président du conseil français et Premier ministre britannique proposèrent alors à Woodrow Wilson de mettre en place un système de Mandat sur les anciennes possessions ottomanes. Ce système est une nouveauté et le Français comme le Britannique présentent ces mandats à Wilson comme une aide afin d'amener les peuples à acquérir leur indépendance,. La proposition, non dénuée de tromperie de la part de Clemenceau et Lloyd George étant donné les accords préalables faits en secret, est acceptée par le président américain. Néanmoins, ce dernier souhaite consulter les populations des territoires ottomans avant de leur imposer ces mandats. Wilson convainc le 20 mars 1919 le conseil des Quatre d'envoyer une commission au Moyen-Orient. Il souhaite que la commission soit internationale et composée des différentes nations victorieuses mais devant le refus de la France et de la Grande-Bretagne, la commission est finalement seulement américaine . Wilson nomme alors Henri King et Charles Crane pour prendre la tête de l’expédition.

## Le déroulement de la Commission

### Les acteurs[7],[6]
Henri Churchill King (1858-1934) est un théologien de l'Église congrégationaliste et auteur américain, professeur puis directeur de l'université d'arts libéraux Oberlin College. King était un fervent partisan de la doctrine des Quatorze points de Wilson et souhaitait à l'instar de ce dernier instaurer la démocratie dans le monde. Âgé de 61 ans lors de l’expédition, il était accompagné par un compatriote du même âge, Charles Richard Crane (1858-1939), riche homme d'affaires et diplomate. Il participa activement à l'élection en 1912 de Woodrow Wilson en finançant sa campagne puis son intérêt pour le monde slave lui permit de participer à la commission spéciale de 1917 en Russie afin de nouer des contacts avec le nouveau pouvoir révolutionnaire. Il est choisi pour participer à la commission de 1919 du fait de ses connaissances du monde arabe et de sa langue. Il voyage en effet régulièrement vers le Moyen-Orient depuis les années 1870 ce qui lui confère une grande connaissance de la région. Enfin, il adhère également aux idéaux des Quatorze points de Woodrow Wilson.
En plus de ces deux acteurs principaux, l'expédition comprend :
- Albert Howe Lybyerwas, un professeur d'histoire à l'Université de l'Illinois ;
- Capt. William Yale, un ancien observateur militaire en Palestine et spécialiste du monde arabe;
- Dr. George Montgomery, un professeur de philosophie dans plusieurs universités de renom américaines (Université Yale, Université de New York) et ancien assistant de l'ambassadeur américain dans l'Empire ottoman;
- Capt. Donald Brodie, le secrétaire de la mission;
- Sami Haddad, un interprète libanais et chirurgien de métier.

### L'expédition[6],[8],[9]

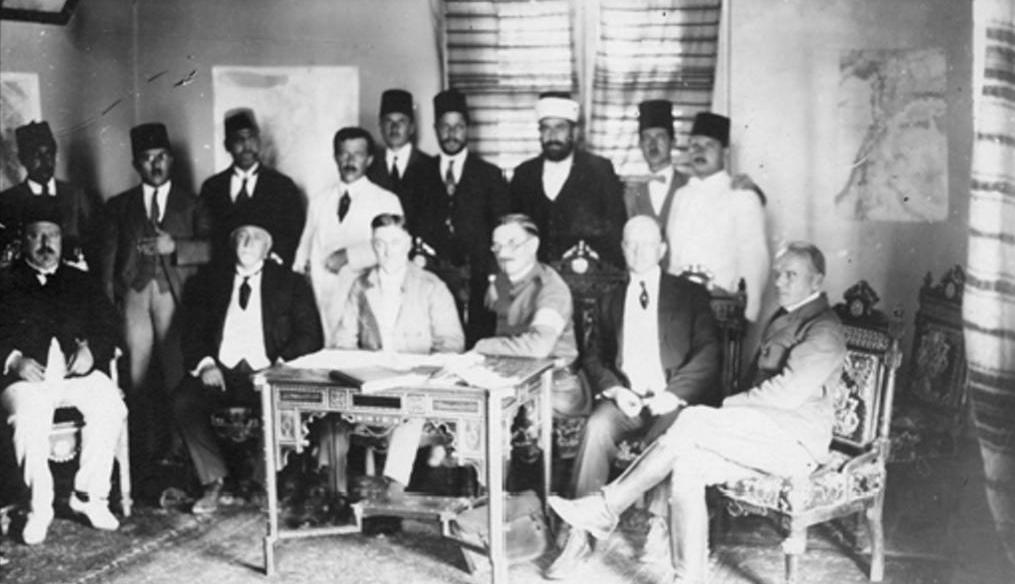
Photo de groupe de la commission King-Crane, 1919, Damas

Le départ de l’expédition est prévu pour le 15 avril mais les Anglais empêchent celle-ci de se mettre en route tant que les Français ne désignent leurs représentants à cette commission. En effet, les Anglais craignent qu'une expédition menée uniquement par des représentants américains et anglais uniquement fasse tache et que les Français sautent sur l'occasion pour dénoncer un complot anglo-saxon. De plus, les Français craignent que cette commission fasse ressortir l'hostilité des Syriens à leur égard, les poussant à accepter les revendications de la création d'un Liban indépendant et à majorité chrétienne. Les Britanniques quant à eux comprennent que les populations de Mésopotamie et de Palestine pourraient montrer leur refus d'une tutelle britannique sur leurs régions. Finalement, ni les Anglais, ni les Français ne prennent part à l'expédition exclusivement américaine qui se met en route le 29 mai 1919, au départ de Constantinople. Le but, accepté par tous, de la commission, était de partir de Constantinople pour ensuite partir vers la Grande Syrie avant de revenir dans la capitale ottomane. Si les conditions sont favorables, la commission partirait ensuite pour l'Anatolie, la Mésopotamie et enfin, l'Arménie. Cependant, le fait est que le cortège arrivait dans une zone dévastée par la guerre, par les maladies et par la famine. En plus de tout cela, le moment d'arrivée d'une telle commission coïncidait avec la chute de l'Empire ottoman. Ainsi, selon l'historien Keith Watenpaugh, de nouvelles questions se posaient pour la population: "Qui sommes-nous?" "A quel ensemble appartenons-nous maintenant?"... Avec la fin de la guerre était donc arrivé un moment de grande activité politique. La nouvelle d'une telle commission avait donc exacerbé cette activité et son intensité. La mission arrive en Palestine le 10 juin au port de Haïfa. Durant deux semaines, le cortège se déplace en Palestine, passant par Jérusalem, Naplouse, Beer-Sheva avant de continuer le 25 juin par le Liban et la Syrie, visitant Homs, Damas, Beyrouth, Alexandrette ou encore Alep. Enfin, la commission termine par le sud de l'Anatolie. Le 21 juillet 1919, l'expédition quitte Constantinople direction Paris où elle arrive le 27 juillet. Le voyage aura donc duré 42 jours, durant lesquels les membres de la commission ont sillonné des centaines de kilomètres, visité 36 villes et villages, recueilli les requêtes des autochtones et rencontré les responsables religieux et politiques.

## Les conclusions du rapport
Il est difficile de reconnaître des recommandations unifiées du fait que les 5 membres les plus importants de la commission n'étaient pas d'accord sur les recommandations à faire à Wilson... Mais le fait est que la commission a produit trois types de recommandations : une officielle et deux internes. Les deux documents internes provenaient en fait de Yale et de Montgomery, dont les avis différents de ceux de King, Crane et Lybyer ont fait surface à plusieurs moments du voyage. 
Ainsi, des avis diffèrent selon les différents membres de la commission, bien qu'un document officiel ait tout de même été rendu. Ceci témoigne de la complexité de la décision à prendre. Ainsi, les avis que ici rapportés sont en fait tirés du rapport de la commission qui exprime les idées de King, Crane et Lybyer et des deux mémorandums de Montgomery et de Yale.
Il faut tout même souligner que lorsque les différents acteurs de la commission écrivent le mot "Mandat", il ne le pensent pas avec une dimension coloniale. En effet, pour les différents commissionnaires, le devoir du pouvoir mandataire est d'éduquer les populations grâce à un gouvernement autonome afin de les aider à créer un État démocratique qui doit protéger ses minorités. Les mandats doivent en fait aider les États à créer une citoyenneté dite "intelligente" avec un sentiment national fort. Le but est en fait de faire progresser l'État, et par extension, toute la région. En effet, l'une des principales questions que se pose la commission est de savoir si la région et ses habitants possèdent la capacité de progresser.
En effet, il ne faut pas oublier que la présence du président Wilson et de ses idéaux, se situant en fond de la commission. La commission essaie ainsi d'émettre des avis qui se situent dans la lignée des idéaux de Wilson.

### Syrie (Grande Syrie)

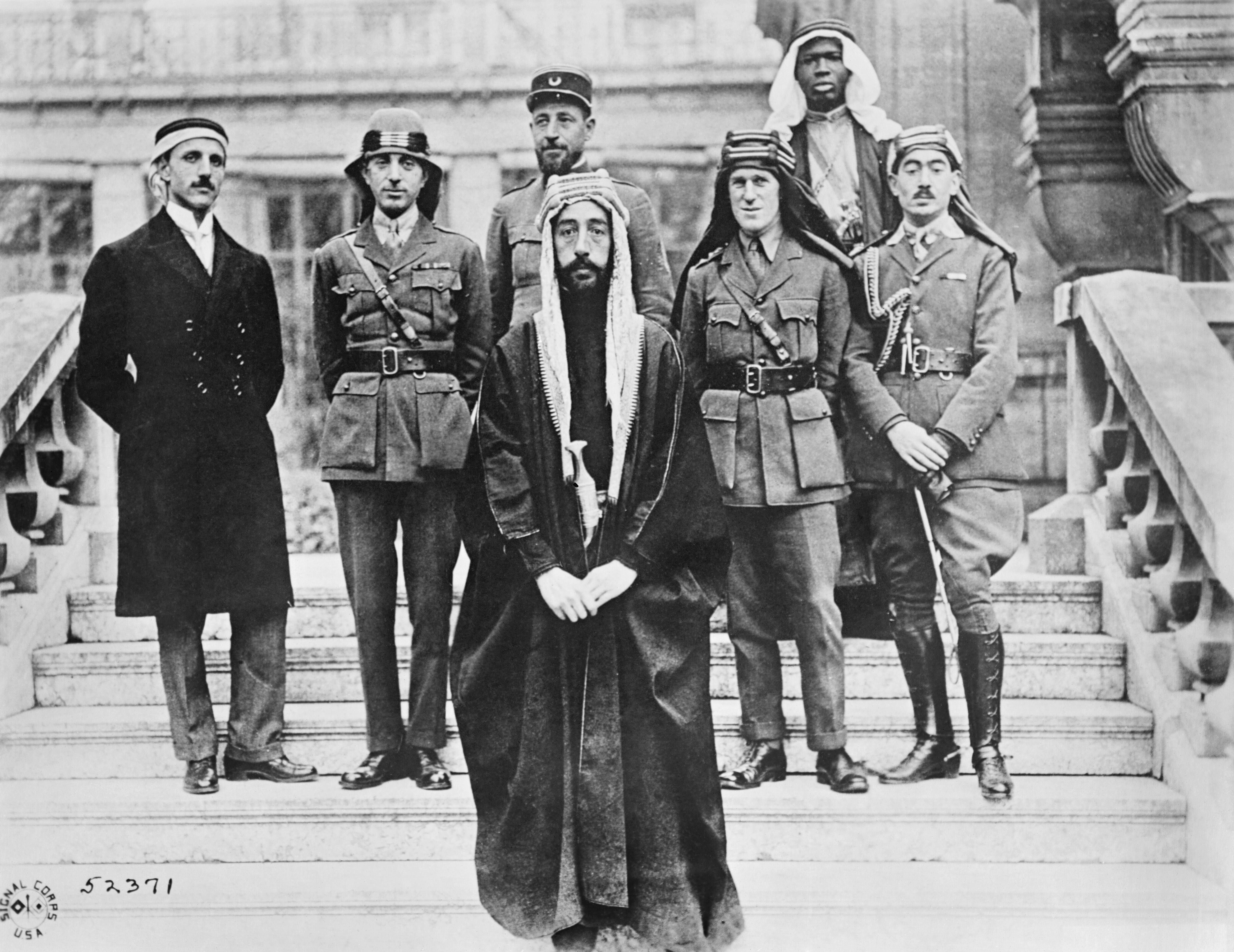
L'émir Fayçal à la conférence de paix de Paris (1919). On reconnaît également le célèbre Lawrence d'Arabie

Pour la Syrie, la commission s'est notamment rendue à Damas, ville dans laquelle elle arrive le 25 juin. Elle y restera même jusqu'au 4 juillet.
Les recommandations qui ont été faites sont donc différentes selon les membres de la commission:
William Yale croyait par exemple que l'unité dans la région n'était en fait qu'une illusion créée par une petite partie de la Jeunesse Arabe, qui pencherait vers la création d'un régime intolérant au sein duquel les Musulmans domineraient toutes les minorités. Ainsi, il pensait que les promesses faites aux Juifs et aux Français devaient être respectées, et que cela pourrait se faire sans aucun problème. Il a ainsi recommandé cela :
- La Grande Syrie ne devrait pas restée unifiée du fait que le nationalisme syrien était trop faible.
- Faysal n'étant pas une personne assez forte, n'a pas l’habilité de diriger la région. En effet, cette région nécessiterait un mandat puissant. Par manque de meilleures options la Syrie intérieure devrait être un État arabe dirigée par Faysal avec la Ligue des Nations prenant le mandat[12].

De son côté, George Montgomery pensait aussi que les Musulmans de la "Grande Syrie" ne pourraient pas former un gouvernement tolérant, moderne... Il pense aussi que plusieurs autres facteurs devaient être pris en considération au moment de prendre des décisions à propos de la région comme la situation géopolitique de la région, l'habilité des Juifs à moderniser la Palestine… Dans son Rapport sur la Syrie, Montgomery écrit :
- La Grande Syrie ne peut et ne doit pas être unifiée du fait qu'un personnage national Syrien n'existe pas. En plus de cela, les antagonismes religieux sont trop forts dans la région…
- La commission ne devrait pas recommander aux États-Unis de devenir mandataire de la région parce qu'il était fort improbable que les Américains acceptent un tel mandat[12].

Ainsi, malgré des avis divergeant dans la commission, le Rapport de la Section américaine de la Commission Internationale sur les Mandats en Turquie exprime en fait les opinions de King, de Crane et de Lybyer… Pour la Syrie, le rapport exprime :
- Qu'un seul pouvoir mandataire devrait être assigné afin d'unifier la Grande Syrie. Selon les requêtes des pétitionnaires, ce pouvoir mandataire devrait être les États-Unis, pour aider le pays à avancer vers la démocratie et l'indépendance. La Grande-Bretagne devrait recevoir le mandat si les États-Unis n'acceptent pas la responsabilité.
- L'émir Faysal devrait être placé à la tête de ce nouvel État, qui devrait être une monarchie constitutionnelle.
- Le programme sioniste devrait être radicalement réduit du fait du sentiment fort qui se place en face de lui. [13]
- Qu'il est impossible de recommander un mandat unique de la France en Syrie[2]

La commission relève également les efforts déployés par les Français (et dans une moindre mesure les Britanniques) pour influer sur les pétitions et voix exprimées par les populations locales afin qu'elles soient orientées dans leurs sens. Malgré cela, la population syrienne se montre globalement opposée à un mandat français sur la Syrie.

### Palestine[14]

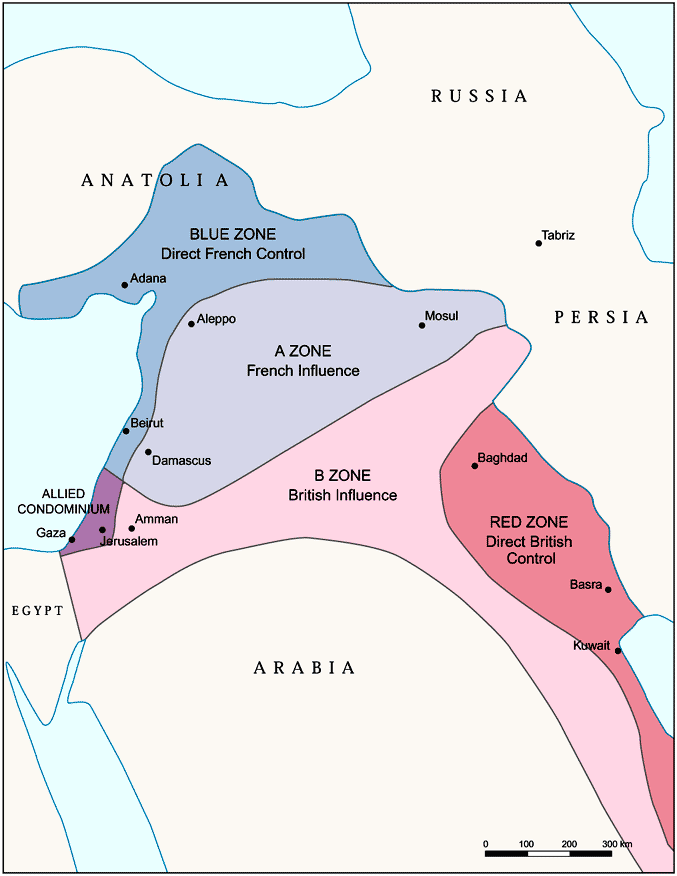
Zones d'influences et de contrôles françaises et britanniques à la suite des accords Sykes-Picot (1916): En bleu, les zones d'influence française, rose/rouge, celles du Royaume-Uni et en violet, la zone internationale

La région de la Palestine (Israël, territoires palestiniens et Jordanie actuels) représentait une partie non négligeable du grand royaume arabe que le chérif Hussein voulait obtenir des Britanniques en échange de la grande révolte arabe, gênant considérablement les Ottomans et les empêchant de s'impliquer totalement sur les fronts plus stratégiques. Le royaume que souhaitait Hussein ne sera jamais constitué et son fils Faysal ne sera à la tête que d'un royaume syrien bien plus petit que la Grande Syrie tant espérée. Depuis les années 1880, la région de Palestine voit s'établir sur ses terres de nouveaux immigrants juifs, la plupart originaires de Russie et d'Europe de l'Est, fuyant les pogroms. Ces nouveaux venus rejoignent une population juive certes peu nombreuse (entre 60 et 80 000 Juifs pour 600 000 Arabes), mais présente depuis des millénaires sur ces terres ancestrales. Dans le même temps, des populations du Caucase (Circassiens) et des Balkans s'acheminent vers la Palestine. À cela il faut ajouter les populations arabes pour certaines en constantes pérégrinations (Bédouins), les Druzes, les récents immigrants égyptiens, maghrébins… La population est donc très diverse.
Jusque dans les années 1910, l'arrivée des immigrants juifs ne semblait pas bouleverser les populations arabes et les quelques querelles de type clanique entre les différentes populations de la région. Les relations sont globalement cordiales entre les différentes communautés.
La déclaration Balfour de 1917 (du nom d'Arthur Balfour, ministre des Affaires étrangères britannique) va chambouler l'avenir de la région. Depuis plusieurs années, les Juifs souhaitent obtenir un foyer national juif alors que dans le même temps les Arabes souhaitent voir se réaliser leur rêve de Grand État arabe. Les Britanniques font miroiter les deux et jouent ainsi sur deux tableaux. La déclaration Balfour vient officialiser l'accord donné aux Juifs pour un Foyer national. Ce futur foyer national est accepté par Faysal, qui n'y voit pas d'inconvénients tant que celui-ci soit intégré dans sa Grande-Syrie promise par les Britanniques. Or, en 1919, le rêve d'obtenir la Grande-Syrie s'estompe peu à peu, les Arabes apprenant l'existence des accords de Sykes-Picot (1916) et des différentes tractations entre les Français et les Britanniques quant au partage des provinces arabes ottomanes. Hormis Faysal qui continue d’espérer obtenir son État, les populations arabes sont de plus en plus méfiantes vis-à-vis des Européens et un certain nationalisme monte au sein de ces populations. De plus, la déclaration Balfour est vécue comme une trahison et un début de dépeçage de leur Grande Syrie.
La commission King Crane leur permet de s'exprimer au sujet de leurs autonomisation et au sujet du sionisme :
- 72 % de la population des anciens territoires arabes ottomans sont opposés aux sionistes et à leur projet de Foyer national. En effet, la commission fait part d'un fort sentiment antisioniste de crainte de voir un foyer national juif détaché de la Grande Syrie et avec des populations non juives reléguées en tant que citoyens de seconde zone.
- 90 % de la population de la région de Palestine se déclare opposée au programme sioniste. La population non juive craint de passer sous tutelle juive.

La commission suit les recommandations du responsable du bureau des affaires politiques en Palestine qui préconisait de ne pas faire preuve de partialité, ce qui pourrait provoquer " un bain de sang".
Elle fait part de la forte antipathie des non-Juifs envers les Juifs et explique que le territoire promis aux Juifs par les Britanniques ne doit pas comprendre toute la Palestine (les Juifs ne se trouvant quasiment que sur la rive occidentale du Jourdain). De plus, l'immigration doit être contrôlée et limitée par la puissance obtenant la mandat.
La commission recommanda un mandat attribué aux États-Unis pour toute la Syrie (Grande Syrie dont la Palestine formera une région) considérés comme les plus à même de mener à bien leur mission.
Enfin, la commission préconisa de mettre les lieux saints des trois religions monothéistes entre les mains d'une commission internationale et interreligieuse.

### Liban[19]
Après avoir quitté Damas, la commission se rend à Baalbek, ville où elle devait commencer ses investigations concernant le sentiment libanais, avant de se rendre à Beyrouth.
Dès le 6 juillet, Crane a décidé d'envoyer un télégraphe à Wilson, lui informant des avancées des questionnaires. Ce télégraphe décrit notamment une désir fort d'assister à une unité de toute la Syrie et de la Palestine. En plus de cela, il apparaît une volonté forte d'indépendance, le plus tôt possible. En plus de cela, Crane écrit être surpris par la puissance du sentiment national et annonce ainsi que les Libanais rejettent toute forme de projet de mandat français. Le 7 juillet, à Beyrouth, la commission a reçu de nombreuses délégations, pour la plupart musulmanes et chrétiennes. Nous avons notamment encore les traces d'une rencontre avec l'une des délégations. Il s'agit en fait de questions simples, avec des réponses simples aussi. On parle notamment d'un mandat de la France dans ces questions, cherchant une orientation claire, et des positions fortes des sondés.
Pour William Yale, qui pense que l'unité arabe de la région n'est qu'une idée construite par les « Jeunesses Arabes », le Liban doit être politiquement séparé de la Grande Syrie et placé sous un mandat français. Montgomery défend la même idée: un mandat français au Liban pendant que l'Angleterre reçoit la Palestine. Ainsi, grâce à ces deux avis de commissionnaires, il est clairement possible de remarquer une envie de ne pas non plus froisser deux vainqueurs de la Première Guerre mondiale : la France et l'Angleterre.
Le rapport officiel lui est moins conciliant avec la France quant à sa présence au Liban. En effet, pour King, Crane et Lybyer la France ne devrait pas recevoir de mandat dans toute la région de la Grande Syrie. Malgré tout, en cas de difficultés politiques trop importantes, la France pourrait tout même se voir attribuer un mandat sur le Liban.

### Mésopotamie (Irak)
Les Britanniques constatèrent qu'un des membres de la commission, le Capt. William Yale, était avant la guerre le représentant en Mésopotamie de la compagnie pétrolière américaine Standard Oil. Relevant cet élément comme un manque de partialité et craignant une décision sur la Mésopotamie favorable aux Américains (possible mandat américain sur cette région riche en pétrole), les Britanniques déconseillèrent à la commission américaine de s'y rendre en échange d'un résumé de l'opinion de la population irakienne forcément biaisé car fortement pro-britannique. Le résumé, nommé de manière grotesque "Autodétermination en Irak", compile des témoignages d'Irakiens requérant une domination britannique. Un Irakien du nom de Haji Hassan Shabbout expose également la situation de sa région de la manière suivante : «Il y a les sunnites et les chiites, les habitants des villes et les tribus. Il doit y avoir une autorité extérieure pour maintenir la paix entre eux».
La Mésopotamie ne fut pas visitée par la commission et sa population ne fut pas entendue quant à ses volontés hormis le rapport très subjectif remis par les Britanniques et se basant sur le témoignages de quelques Irakiens anglophiles.
La commission préconisa alors :
- que le mandat soit de courte durée et réalisé de manière à accompagner les Irakiens vers l'indépendance et non à les exploiter ainsi que leurs ressources (forts risques de révoltes).
- la préservation de l'unité de la Mésopotamie malgré les différences au sein de cet ensemble : différence ethnique et religieuse (Kurdes/Assyriens/Arabes, Sunnites/Chiites/Chrétiens) et différence géographique (montagnes dans le nord, plaine fertile entre l'Euphrate et le Tigre, déserts...) et surtout en ressources (pétrole, agriculture…).
- un mandat britannique sur la Mésopotamie.

Les habitants de la région se montrant favorables à une monarchie constitutionnelle, la commission recommanda de laisser la population choisir son roi, bien qu'une confirmation de ce choix soit nécessaire par la Société des Nations. En outre, malgré la recommandation d'un mandat britannique, la commission rapporte son inquiétude quant à une possible immigration d'Indiens en provenance des colonies britanniques. Cette possible arrivée d'une population indienne est crainte par les Irakiens qui y verraient une menace existentielle.

### Asie Mineure[14]

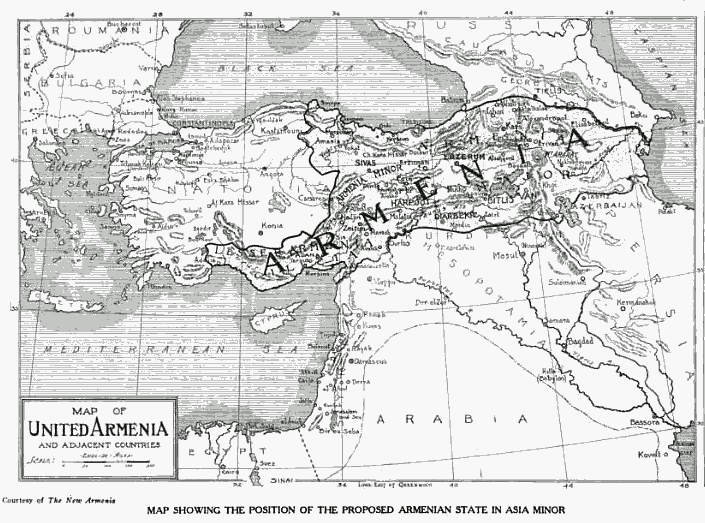
Proposition d'une future Arménie à la conférence de paix de Paris

1. Arménie : Concernant le peuple arménien, les récentes tragédies subies (Génocide arménien) obligent à revoir la situation de cette population en minorité et dont le nombre a chuté. La commission alerte sur l'urgence de la situation et la nécessité d'offrir une autonomie aux survivants arméniens. Pour cela, elle préconise qu'un territoire entre la Turquie et la Russie soit le territoire de cette population en danger. La commission propose évidemment que les États-Unis soient les responsables du mandat. Reste à définir les limites du territoire refuge où les Arméniens de toute la région pourraient s'assembler et constituer une majorité. Une Arménie sur les bases de l'ancien territoire arménien ne permettrait pas, selon la commission, d'obtenir une majorité arménienne (à cause du génocide ayant décimé la population) et provoquerait du mécontentement de la part des Turcs à qui l'on prendrait ce territoire. Ainsi, la commission privilégie l'idée d'un territoire restreint, permettant d'obtenir une majorité d'habitants arméniens avant 1925[14].
2. L'État (international) de Constantinople : Contrairement aux différents mandats suggérés dans les anciens territoires ottomans faisant suite aux idées de Wilson sur le droit des peuples à disposer d'eux-mêmes, la commission propose de constituer un État de Constantinople qui serait sous mandat de la SDN. Géographiquement, il comprendrait Constantinople et les deux rives reliant l'Asie Mineure et l'Europe. La Société des Nations invoque une nécessité de contrôler les détroits menant de mer Noire en Méditerranée et vice-versa. Cela résulte aussi du souvenir de la guerre durant laquelle l'Empire ottoman les contrôlait et empêcha les Britanniques/Français de ravitailler la Russie. La campagne des Alliés (Bataille des Dardanelles) fut désastreuse et l'importance stratégique de ce passage ne peut donc plus être ignorée à l'avenir. La commission prévoit que la population de ce territoire viendrait à être en majorité constitué de Grecs et d'Arméniens.
3. Concernant la Turquie, la commission rapporte que la population se serait exprimée en grande majorité de manière favorable à un mandat des États-Unis qui est selon leurs dires, la seule solution pour échapper à "un éternel chaos, doublé d'une occupation étrangère et d'une perte d'unité nationale"[21]. Une minorité s'est exprimé en faveur d'un mandat britannique et une autre refuse une quelconque restriction de sa souveraineté.
4. Les Grecs : la commission considère que la situation de la population grecque à Smyrne (Anatolie) est bien moins préoccupante que celle des Arméniens, bien que les Grecs aient abondamment souffert de la domination turque (ottomane). C'est pourquoi la commission propose de ne pas inciter à la création d'un État grec à Smyrne, considérant que les minorités grecques vont être rapidement (bien) intégrés au futur État turc. À terme, la commission pense que les Grecs vont former avec les Turcs un État cosmopolite. De même, la commission ne recommande pas d'autonomie des régions du Pontus, de Cilicie ou d'Adalia fortement peuplées de Grecs.
5. Kurdistan : La commission considère la création d'un Kurdistan comme la seule proposition viable concernant les minorités anatoliennes (hormis le cas de l'Arménie, la commission est défavorable à des autonomie en Cilicie, Pontus, Adalia, Smyrne…). Les populations kurdes sont pourtant fort éparpillées géographiquement et démographiquement, mais il s'agit d'un groupe ethnique démographiquement non-négligeable. La commission préconise de mettre cette zone dans le même mandat que celui de Mésopotamie (plutôt que celui de l'Arménie ce qui était pourtant voulu par les Kurdes).

## L'héritage du rapport
La Commission King-Crane a toujours été un épisode oublié de l'histoire. En effet, bien que la commission ait eu lieu en 1919, il faut attendre 1922 avant qu'elle ne soit publiée. En plus de cela, elle n'a pas été publiée par les autorités compétentes mais par un magazine : l'Editor and Publisher.
Selon Patrick Andrews, l'oubli de l'existence de ce rapport est notamment dû au fait que les États-Unis n'ait pas vraiment voulu jouer de rôle dans la ré-attribution des terres ottomanes. En plus de cela, l'oubli s'explique aussi par la nature de la commission: il ne s'agissait que de se renseigner et donner un avis. Les avis exprimés par les auteurs du rapport n'avaient pas vraiment vocation à devenir réel.
En réalité, la commission a été réutilisée, seulement dans un cadre bien précis. En effet, la commission, malgré son manque d'implication quant aux problématiques politiques de la région, a été réutilisée dans le cadre des conflits israélo-palestiniens et conflits israélo-arabes. C'est tout. Le fait est qu'en fait la commission n'ait déjà, en 1919, eu de poids qu'au Moyen-Orient. En effet, le fait que les populations se disent que peut-être celle-ci ait un poids dans les négociations à Paris, a sans doute participé à faire émerger les nationalismes.
En fait, l'héritage historique de la commission n'a clairement pas été aussi important que certains personnages de celle-ci espéraient qu'elle le serait. Mais le fait est que la commission dresse un excellent portrait de la pensée américaine sur le Moyen-Orient.

#### Monographie
- (en) Andrew Patrick, America's Forgotten Middle East Initiative : The King-Crane Commission of 1919, Londres, I.B Tauris, 2015

#### Articles et chapitres
- (en) James Gelvin, « The Ironic Legacy of the King-Crane Commission », dans David W. Lesch, The Middle East and the United States, New York, Routledge, 2014
- Anne-Lucie Chaigne-Oudin, « Commission King-Crane », Les clés du Moyen-Orient,‎ 2010 (lire en ligne)
- (en) Richard Drake, « The Hope and Ultimate Tragedy of the 1919 King-Crane Report », Washington Report on Middle East Affairs,‎ 2014, p. 18-19 (lire en ligne)
- (en) Ken Grossi, Maren Milligan et Ted Waddelow, « Restoring Lost Voices of Self-Determination », sur King-Crane Commission Digital Archival Collection / Oberlin College Archives, 2011
- James Barr, « L'impasse », dans Une ligne dans le sable - Le conflit franco-britannique qui façonna le Moyen-Orient, Lieu d’édition, Perrin/ministère de la Défense, 2017, 99-113 p.
- Henry Laurens, « Comment l'Empire ottoman fut dépecé », Le monde diplomatique,‎ 2003, p. 16-17 (lire en ligne)
- Philippe Daumas, « La Commission King-Crane, une occasion perdue », Revue d'études palestiniennes,‎ 1995 (lire en ligne).
- La première publication du rapport de la commission KING-CRANE a été faite le 2 décembre 1922 par « Editor & Publisher ». https://babel.hathitrust.org/cgi/pt?id=uiug.30112075996634&seq=1